# Jindřichov ve Slezsku
Jindřichov ve Slezsku – stacja kolejowa w Jindřichovie, w kraju morawsko-śląskim, w Czechach pod adresem Jindřichov 366. Została oddana do użytku 1 grudnia 1875 roku. Znajduje się na wysokości 350 m n.p.m. i leży na linii kolejowej nr 292 oraz polskiej linii nr 333, która na odcinku Głuchołazy – Karniów – granica państwa Karniów-Pietrowice Głubczyckie biegnie równocześnie z linią 292.